# Аристовы
Аристовы — несколько древних дворянских родов, все ветви которых отнесены к столбовому дворянству.
Происходят, по всей вероятности, от одного основного рода, издавна владевшего поместьями по Костроме и Мурому. К концу XIX века по одной Костромской губернии насчитывалось несколько  дворянских рода Аристовых, внесенных в Гербовник и восходящих к началу XVII века и происходящих:
1. Потомство Дружины Аристова, за сыном которого Андреем, владевшего старое отца поместьями в 1624 году (Гербовник IX, 54);
2. Потомки Ивана Чеснова, предки которых владели имениями в 1627 году (Герб. XII. № 62.).
3. Потомство Фёдора Григорьевича, пожалованного грамотою в 1682 году (Герб. VI. 119)[1].
4. Потомство Василия Аристова, жалованного поместьями в 1627 году (Герб X. № 90).;
5. Потомство Степана Ивановича Аристова, верстанного поместным окладом в 1629 году (Гербовник XII, 62);
6. Потомство Михаила Филипповича, владевшего поместьем в 1614 году.

Род Аристовых, записанный по Казанской, Оренбургской и Саратовской губерниям, происходит от Фёдора Григорьевича Аристова, внука Лаврентия Аристова (1624), жалованного поместьями в 1682 году (Гербовник VI, 119).
Есть ещё два древних рода Аристовых: один по Тульской губернии, происходящий от казака Севастьяна Аристова (1628), другой по Смоленской губернии, происходящий от Василия Аристова, жалованного поместьями в 1683 году (Гербовник X, 90).

## Описание гербов

#### Герб. Часть IX. № 54
Герб потомства Дружины Аристова: в верхней половине щита, в голубом поле, находится золотой лук и две стрелы, остриями соединённые вместе (изм. польский герб Исаевичи). В нижней серебряной половине, диагонально к правому верхнему углу, изображена красного цвета полоса с двумя золотыми лунами, а между ними крестообразно положена сабля.
На щите дворянский коронованный шлем. Нашлемник: три страусовых пера. Намёт на щите красный, подложенный серебром. Герб рода Аристовых внесен в часть 9 Общего гербовника дворянских родов Всероссийской империи, страница 54.

#### Герб. Часть VI. № 119
Щит разделен горизонтально, в верхней половине на середине в красном поле изображен золотой крест и по сторонам его в правом, голубом поле золотая корона, в левом серебряном поле выходящая из облака рука (польский герб Малая Погоня). В нижней половине в серебряном поле стоящая на коленях коронованная дева в красном одеянии с золотым поясом, держит крестообразно две масленичные ветви. Щит увенчан дворянским шлемом и короной, на поверхности которой означена рука в серебряных латах с мечом. Намёт на щите красный, подложен серебром.

#### Герб. Часть X. № 90.
Герб потомства Василия Аристова: щит разделен перпендикулярно на две части, из которых в первой части, в красном поле, изображена серебряная стрела, над которой находится шестиугольная золотая звезда, а во второй части в голубом поле золотой хлебный сноп. Щит увенчан дворянским шлемом и короной с тремя страусовыми перьями. Намёт на щите голубой, подложенный серебром и золотом.

#### Герб. Часть XII. № 62.
Герб потомства Федора Григорьевича Аристова: в серебряном щите на зеленой траве, на коленях стоит коронованная женщина в зеленом платье с серебряной оторочкой и пуговицами. Она держит над головой две скрещённые пальмовые ветви. Щит увенчан дворянским коронованным шлемом. Нашлемник - золотой длинный крест между двух серебряных страусовых перьев. Намёт зеленый с серебром.

## Известные представители
- Аристов Сава Тимофеевич — казанец, на собственные средства сделал две серебряные раки Гурию и Варсонофию казанским чудотворцам[4].
- Аристов Сава — воевода в Царевосанчурске в 1614г.
- Аристов Дмитрий — воевода в Кадоме в 1670г[5].
- Аристов Алексей Васильевич — московский дворянин в 1695г[6].